# تیرکلا (آمل)
تیرکلا، روستایی است از توابع بخش دشت‌سر شهرستان آمل در استان مازندران ایران.

## جمعیت
این روستا در دهستان دشت‌سر شرقی قرار دارد و براساس سرشماری مرکز آمار ایران در سال ۱۳۸۵، جمعیت آن ۲۶۷ نفر (۷۱خانوار) بوده‌است.